# Сандвлит, Клифтон
Клифтон Сандвлит (нидерл. Clifton Sandvliet; род. 18 августа 1977) — суринамский футболист, полузащитник. Долгое время выступал за клуб «Уолкинг Бойс Компани» и сборную Суринама. Сандвлит трижды становился лучшим бомбардиром высшей футбольной лиги Суринама, за национальную команду провёл 30 матчей, в которых забил девять голов, что является лучшим результатом в истории сборной.

## Кубная карьера
В общей сложности в играх за три клуба (СНЛ, Трансвааль и Уолкинг Бойс Компани) Сандвлит забил 94 гола.

## Международная карьера
Сандвлит выступал за сборную Суринама с 2000 по 2008 год. Завершил карьеру в сборной страны 14 июня 2008 года, после матча против Гайаны в рамках отборочного цикла к чемпионату мира в ЮАР; в том матче он забил последний девятый гол в играх за сборную.

## Статистика
| Сезон                  | Клуб                   | Страна                 | Соревнование | Матчи | Голы |
| ---------------------- | ---------------------- | ---------------------- | ------------ | ----- | ---- |
| 2001/2002              | СНЛ                    | Суринам                | Хуфдклассе   | 24    | 27   |
| 2002/2003              | СНЛ                    | Суринам                | Хуфдклассе   | ?     | ?    |
| 2003/2004              | Трансвааль             | Суринам                | Хуфдклассе   | 24    | 10   |
| 2004/2005              | Уолкинг Бойс Компани   | Суринам                | Хуфдклассе   | 23    | 20   |
| 2005/2006              | Уолкинг Бойс Компани   | Суринам                | Хуфдклассе   | 25    | 27   |
| 2006/2007              | Уолкинг Бойс Компани   | Суринам                | Хуфдклассе   | 16    | 3    |
| 2007/2008              | Уолкинг Бойс Компани   | Суринам                | Хуфдклассе   | 19    | 7    |
| 2008/2009              | Уолкинг Бойс Компани   | Суринам                | Хуфдклассе   | ?     | ?    |
| 2009/2010              | Уолкинг Бойс Компани   | Суринам                | Хуфдклассе   | ?     | ?    |
| 2010/2011              | Уолкинг Бойс Компани   | Суринам                | Хуфдклассе   | ?     | ?    |
| Данные на 21 июня 2009 | Данные на 21 июня 2009 | Данные на 21 июня 2009 | Total        | 131   | 94   |

## Трофеи и достижения

### Клубные (4)
- Уолкинг Бойс Компани
- Хуфдклассе: 2005/06, 2008/09
- Кубок президента Суринама: 2006, 2009
- Кубок Суринама: 2004 (Runner up)

### Индивидуальные (12)
- Лучший бомбардир Хуфдклассе (2): 2001/2002, 2005/06
- Лучший бомбардир сборной Суринама: 9 Goals
- Лучший по количеству матчей за сборную Суринама: 30 Caps
- Лучший игрок сезона в Хуфдклассе (2): 2005, 2006[2]
- Золотая бутса Хуфдклассе (5): 2002, 2003, 2004, 2005, 2006[2]